# Kina w Wałbrzychu

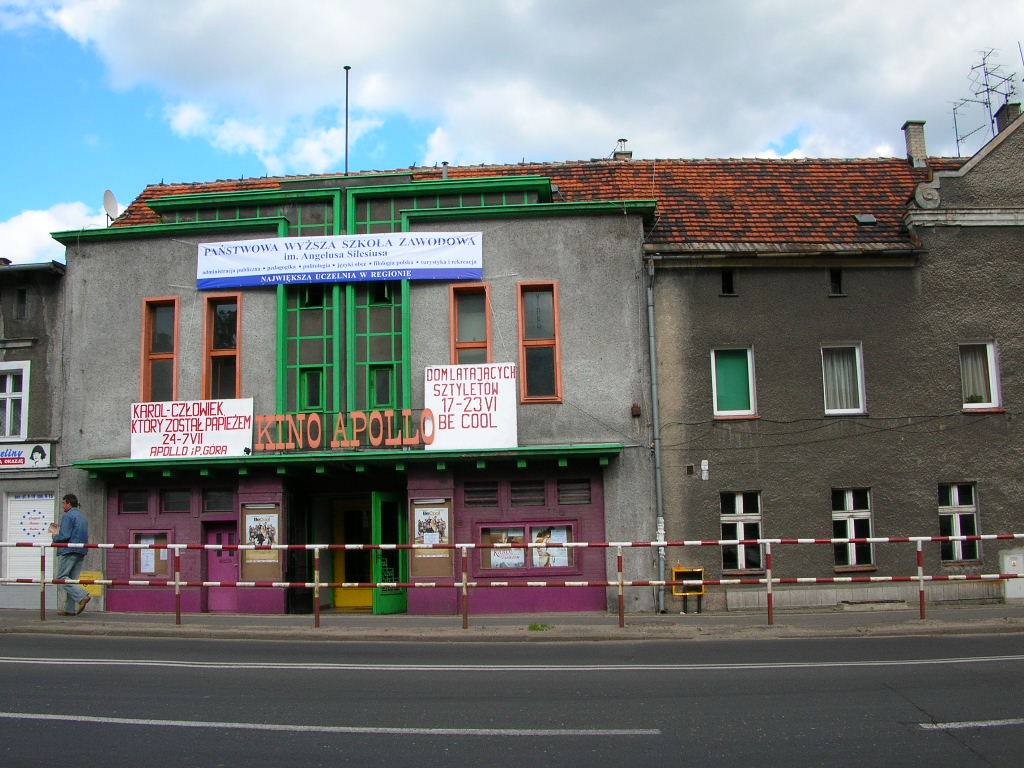
Kino „Apollo”, ul. Armii Krajowej 42

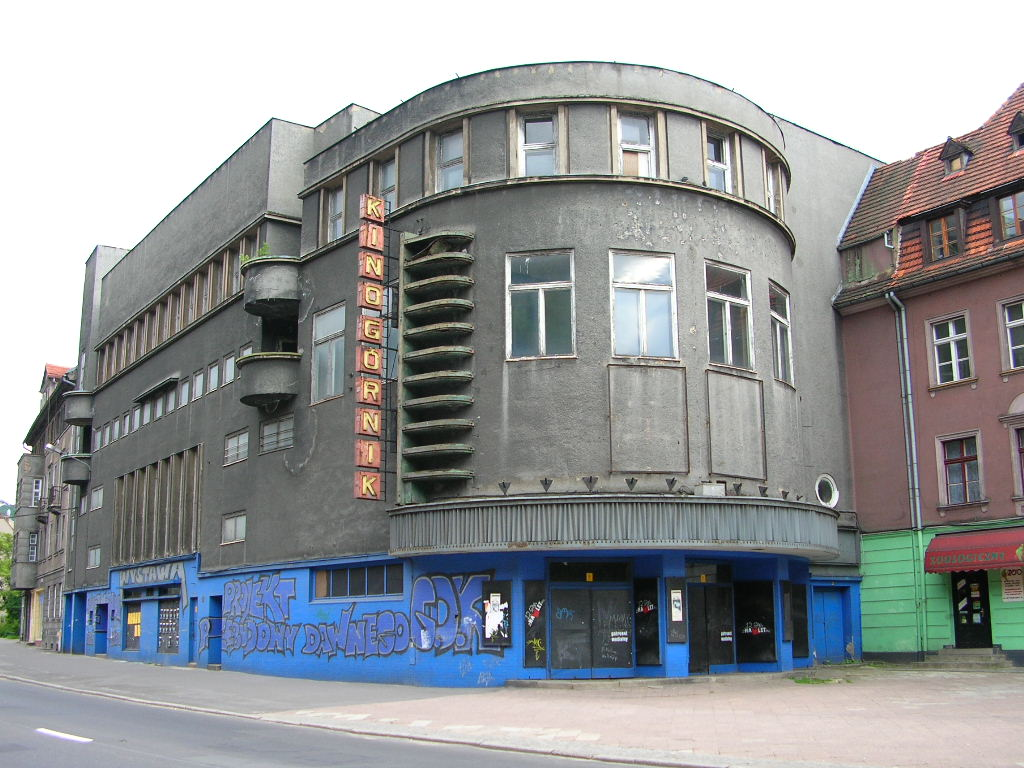
Kino „Górnik”, al. Wyzwolenia 23

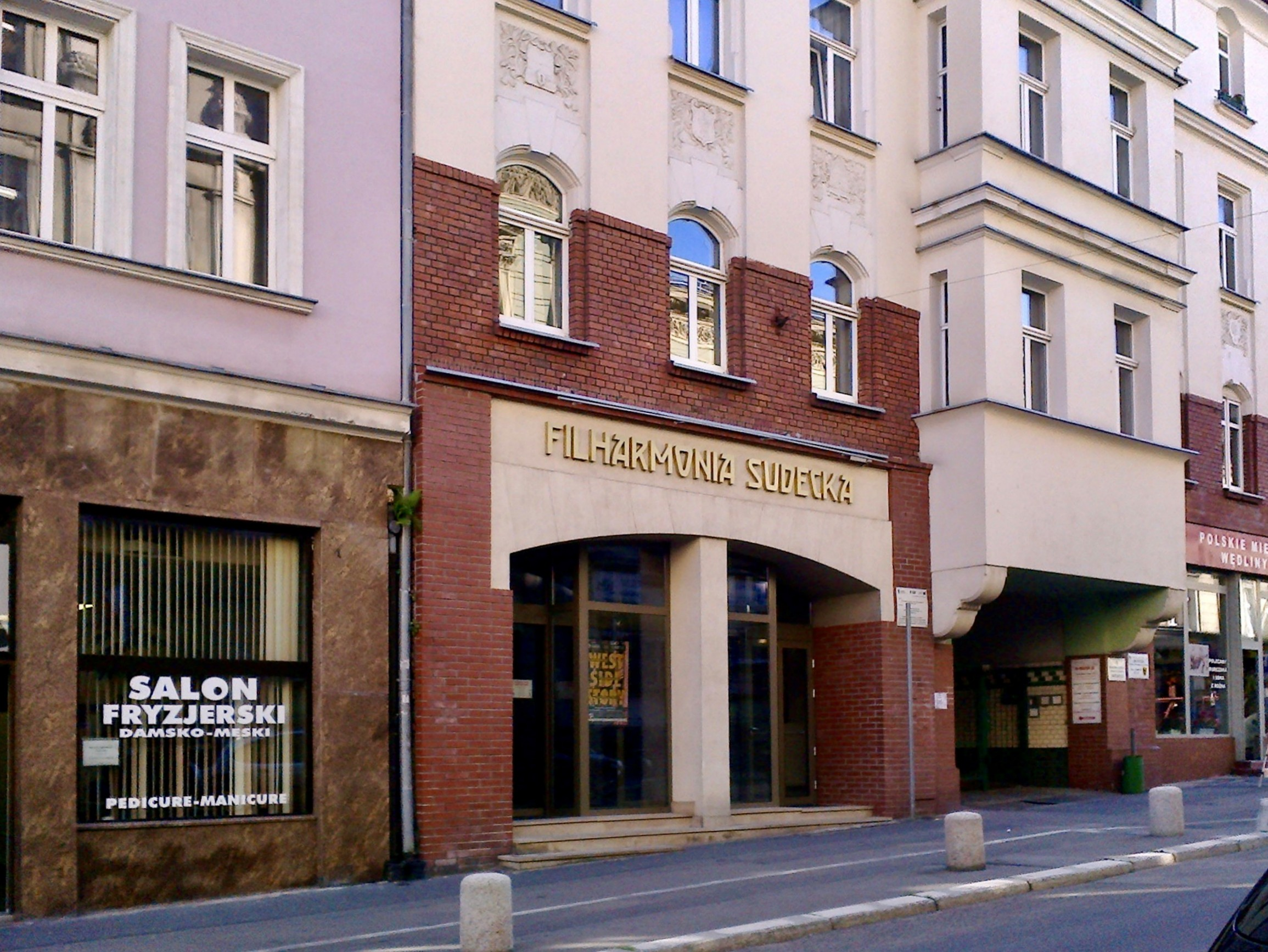
Kino „Polonia”, ob. Filharmonia

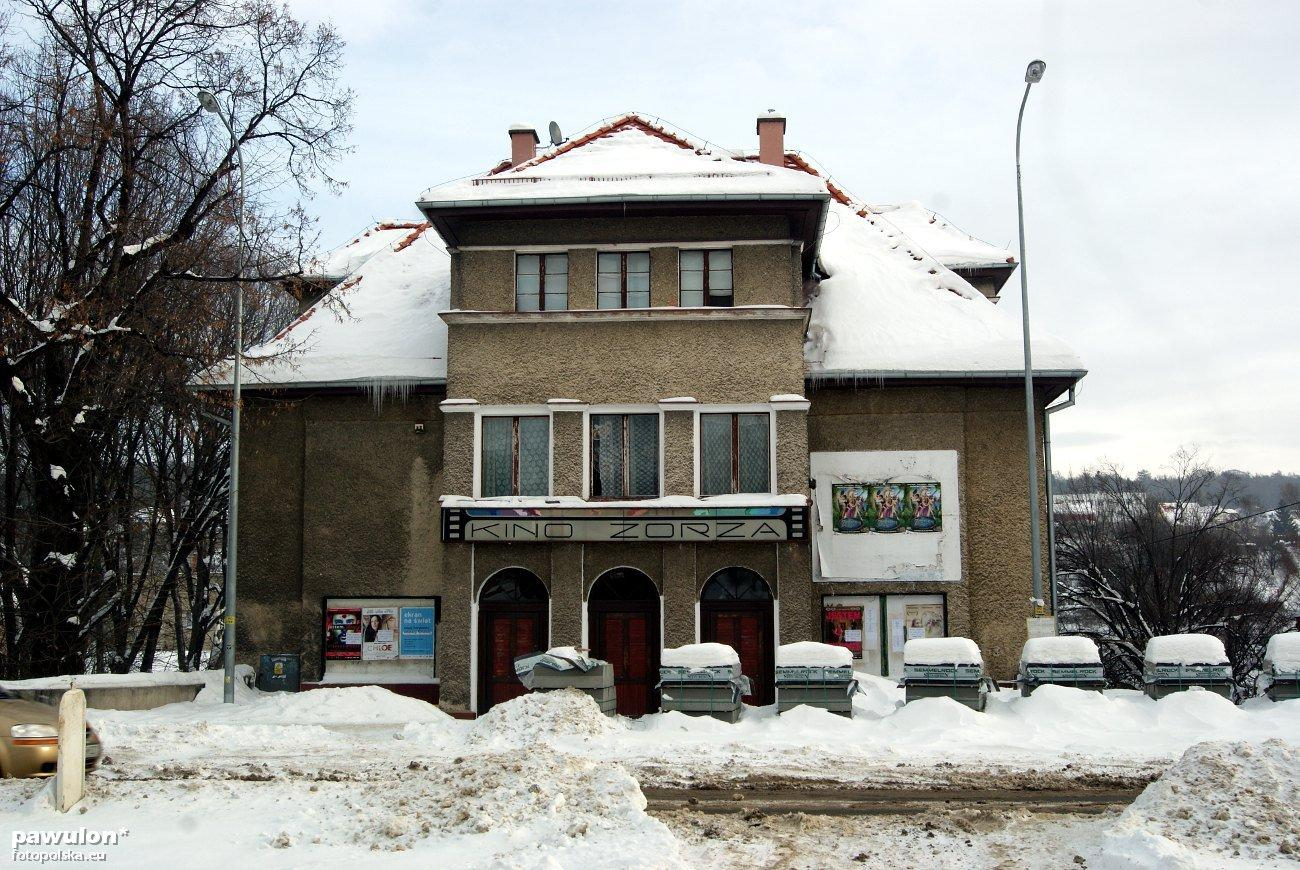
Kino „Zorza” ul. Wł. Andersa 181

Kina w Wałbrzychu – dawne i istniejące obecnie kina w Wałbrzychu.
Po II wojnie światowej w Wałbrzychu istniało pięć kin. Były nimi: 
1. „Apollo”,
2. „Bałtyk”,
3. „Oaza”,
4. „Polonia” – najbardziej reprezentacyjne.
5. „Zorza”.

Już w latach 50. XX w. likwidacji uległ „Bałtyk”, jednak w jego miejsce szybko powstało położone na Rynku kino „Przyjaźń”, zlikwidowane na początku lat 60. XX w. Osłodą po tej stracie miało być powstanie kilku kin zakładowych, utrzymywanych przez zakłady przemysłowe z terenu Wałbrzycha. W 1975 w mieście działało dziewięć kin, w 1980 już tylko siedem. Najbardziej popularne było kino „Górnik”, należące do Górniczego Domu Kultury KWK Wałbrzych. Od lat 80. XX w. wyraźnie zmalała frekwencja w wałbrzyskich kinach. Podczas gdy w 1968, we wszystkich dziewięciu wałbrzyskich kinach, odnotowano łącznie 1161 tys. widzów, to w 1989 r. siedem istniejących wówczas kin w sumie odwiedziło zaledwie 465 tys. kinomanów. Większość kin nie przetrwała okresu transformacji ustrojowej. Jako pierwsza zamknięta została „Polonia”, dzieląca budynek wspólnie z Filharmonią Sudecką, która przejęła pomieszczenia po byłym kinie.

W 1990 działały już tylko trzy kina: 
1. „Apollo” w Starym Zdroju, przy ul. Armii Krajowej 42[2],
2. „Górnik” w Śródmieściu, przy  alei Wyzwolenia 23[3] zlikwidowane w 1992 wraz z całym Górniczym Domem Kultury.
3. „Zorza” na Białym Kamieniu, przy ul. gen. Władysława Andersa 181[4].

Krótko działało kino „Piaskowa Góra” na Piaskowej Górze.

Na terenie zbudowanej w 2010 roku galerii handlowej Victoria powstał multipleks Cinema City z siedmioma salami kinowymi. Konkurencji Cinema City wytrzymała „Zorza” i zakończyła swoją działalność w październiku 2011.
W Wałbrzychu nadal działa jeszcze kino „Apollo” należące do wojewódzkiej instytucji kultury Odra-Film.